# Озер (замок)
Озер (фр. Château d'Auzers) — средневековый замок, серьёзно перестроенный в XVI веке. Расположен в коммуне Озер, в департаменте Канталь, в историческом регионе Овернь — Рона — Альпы, Франция. Признан охраняемым памятником архитектуры.

## История

### Ранний период

Герб Дуэ (дворянский род)

В XIV веке окрестные земли принадлежали дворянскому роду де Марла. Для охраны владений была возведена небольшая каменная крепость с угловыми башнями. Снаружи её обнесли рвом. К западу от замка постепенно образовалось небольшое поселение. В случае опасности крестьяне могли найти убежище за стенами Озера.
По сохранившимся документам в 1364 году усадьба принадлежала Бернару де Марла. Его дочь, Бланш де Марла, в 1402 году вышла замуж за Бландена де Бомпара. Таким образом, замок и поместье перешли к семье де Бомпар.
В браке Бланш де Марла и Бернара де Бомпара родился сын, получивший имя Бланден. После смерти отца он стал собственником замка Озер. В 1469 году он приобрёл также замок Кюссак (в Шоснаке). Бланден де Бомпар сделал блестящую карьеру. Он был управляющим у графа Булонского, а затем его зятя Жильбера де Шабанна. В этой должности ему довелось стать руководителем строительства замка Мадик (в настоящее время от него остались только руины). Бланден женился на Элен де Фонтанж. В этом браке родилась дочь Аликс. 
Аликс де Бомпар последовательно вышла замуж за двух родных братьев из рода де Дуэ. Соответственно, замок снова сменил владельца. В 1470 году Аликс сочеталась браком с Антуаном де Дуэ, канонником, который служил канцлером у Жана, графа Булонского и Оверньского. В семье родилось десять детей. Затем Аликс овдовела и вышла замуж за Жака де Дуэ, младшего брата Антуана. В новом браке родилось ещё трое детей. При таком количестве потомков замок прочно оставался на протяжении последующих столетий в собственности семьи де Дуэ. Чтобы отличать себя от других представителей рода, собственники Озера стали именоваться де Дуэ д'Озер.

### ЭпохаРенессанса
Габриэль де Дуэ д'Озер сделал неплохую карьеру при дворе короля Франции. Он сумел добиться должности королевского наместника в Верхней Оверни. Обладая значительными ресурсами, Габриэль серьёзно перестроил замок. Работы завершились к 1510 году. Вместо средневековой крепости появилась благоустроенная жилая резиденция. 
С той поры масштабных реконструкций не происходило. Комплекс уже более пяти столетий остаётся в том виде, который получил после перестройки. Крепостные рвы засыпали, а вокруг разбили небольшой парк. К востоку от замка выкопали маленький пруд.

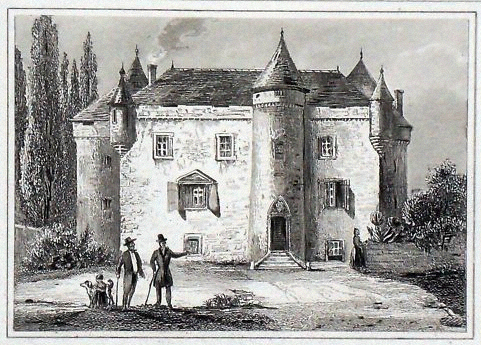
Озер на романтической гравюре 1840 года

### XVII-XXI века
Замок практически не пострадал ни в ходе Религиозных войн, ни в эпоху Великой Французской революции, ни в годы Наполеоновских войн. Уже в XX веке комплекс также благополучно пережил Первую и Вторую мировые войны.
Озер до сих остаётся родовой резиденцией представителей семьи де Дуэ д'Озер. Нынешние владельцы являются прямыми потомками Габриэля де Дуэ д'Озер.

## Описание

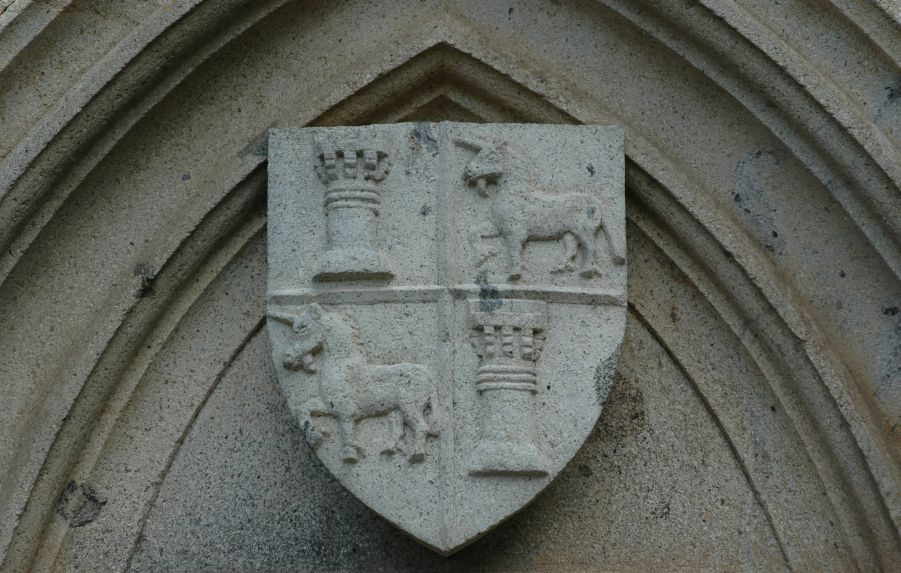
Герб над главным входом

Свой современный облик замок приобрёл в начале XVI века. С тех пор он остаётся практически в неизменном виде. Работы по перестройке сооружения проводились между 1470 и 1510 годами. Вместо прежней крепости эпохи Столетней войны появился более пригодный для постоянного проживания жилой комплекс. Его основой стало прямоугольное трёхэтажное здание. Тем не менее во внешнем облике сохранились черты, характерные для средневековых замков: кладка из крупных каменных блоков и мощные угловые башни, увенчанные коническими крышами.

### Северный фасад
В центральной части фасада расположена массивная круглая башня. В ней же располагался главный вход в замок. В прежние времена перед ним находился подъёмный мост, построенный через кольцевой ров. В настоящее время центральная башня выполняет функцию лестничной башни. По краям фасада в верхней части пристроены две башенки-бартизаны. 

### Южный фасад
По краям южного фасада пристроены ещё две крупные выступающие каменные башни, которые придают комплексу впечатляющий вид. После реконструкции в них устроили несколько жилых комнат. Левая башня заросла побегами плюща. 

### Интерьеры
Внутри сохранились элементы декора разных эпох. В гостиной можно увидеть монументальный камин. Во многих комнатах изящный деревянный паркет (самый старый настелен ещё в XVIII веке), старинная мебель и декорированные небольшие камины.
В здании имеется просторные подвальные помещения. В прежние времена там находилась кухня, склады и подсобные помещения. На первом этаже комплекса находились библиотека, Красная гостиная, Большая гостиная, Хозяйская спальня в стиле ампир, Зелёная спальня и Розовая спальня. На втором этаже — Синяя комната, Польская комната, Комната с птицами. Все эти помещения в 2002 году отдельно включены в список охраняемых исторических памятников.
В комплексе внутри была устроена небольшая замковая капелла. В ней сохранилась замечательной настенная роспись XVI века. Это помещение также признано объектом культурного наследия.

## Современное использование
В настоящее время Озер остаётся частной жилой резиденцией. Однако по предварительной договорённости возможно посещение замка. Для гостей проводятся экскурсии. Обычно туристов принимают во время Пасхи и Дня всех святых. В комплексе имеется две постоянные экспозиции: выставка оловянных солдатиков времен Первой мировой войны, а также коллекция фотографий начала XX века.

## Галерея

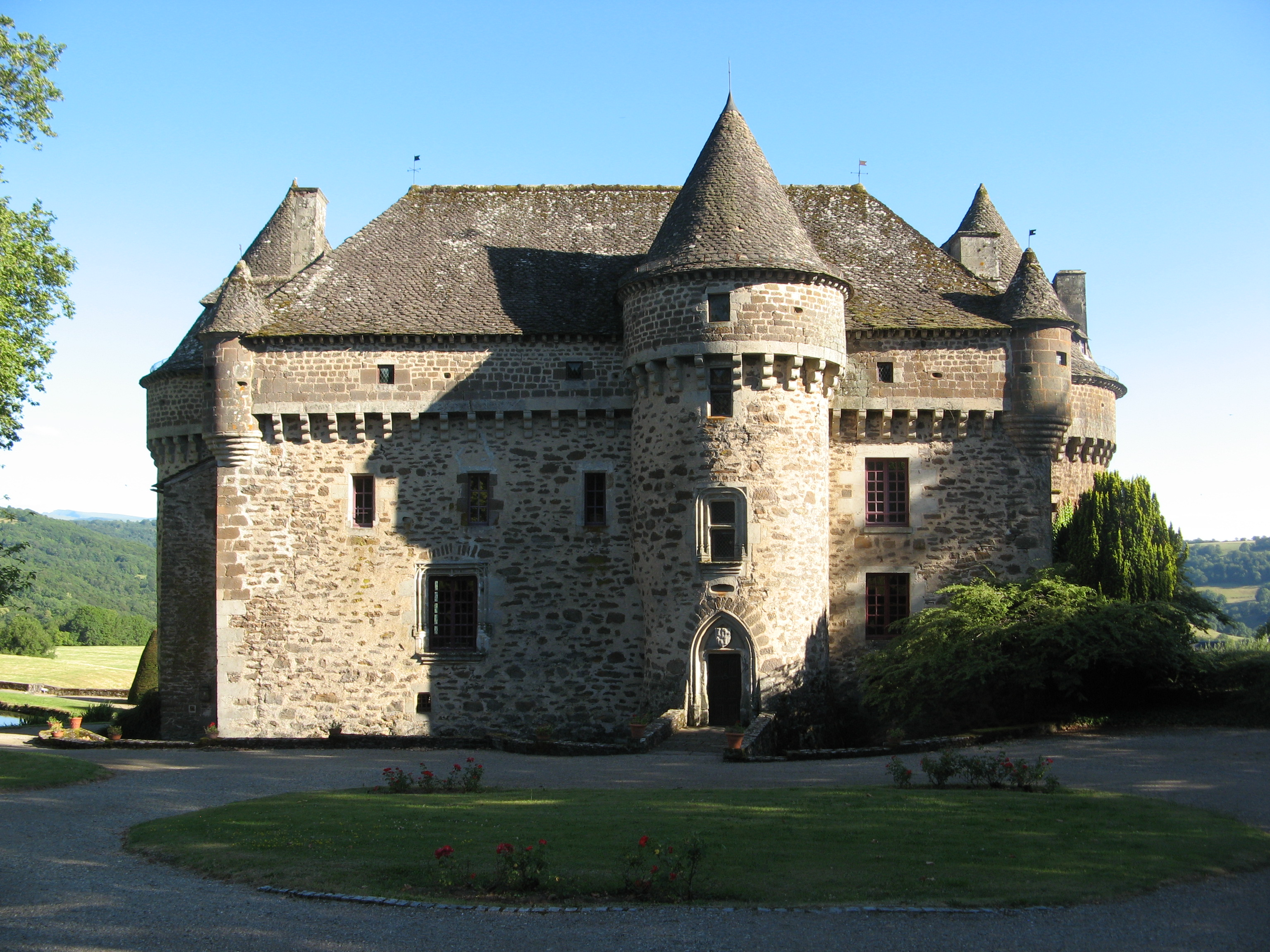
Вид замка с северной стороны
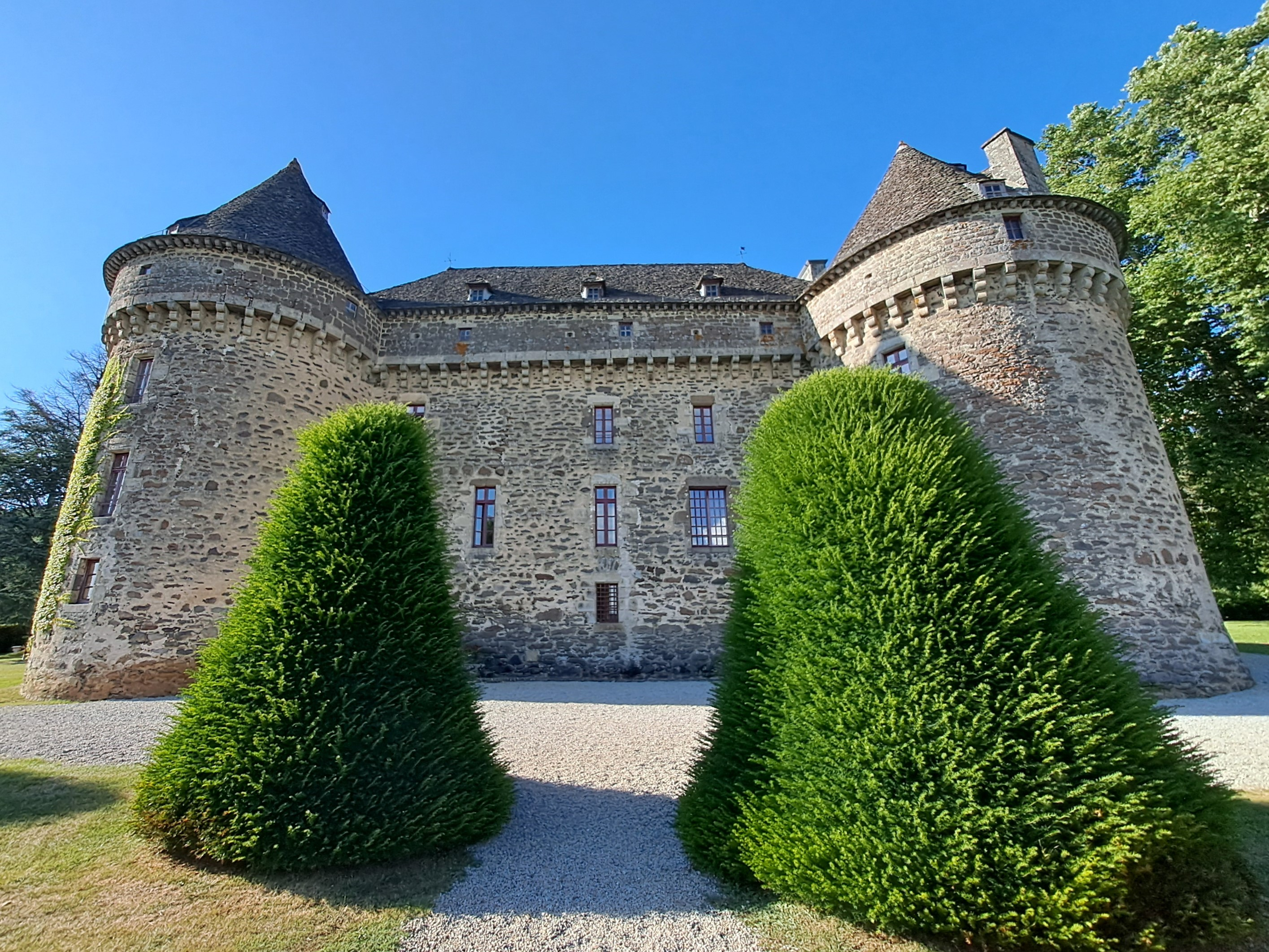
Южный фасад замка
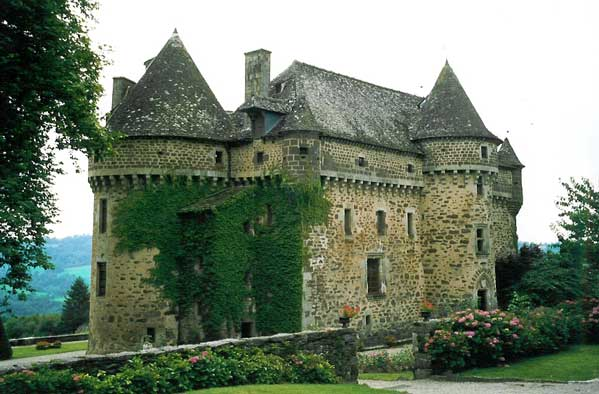
Вид комплекса со стороны каменной ограды
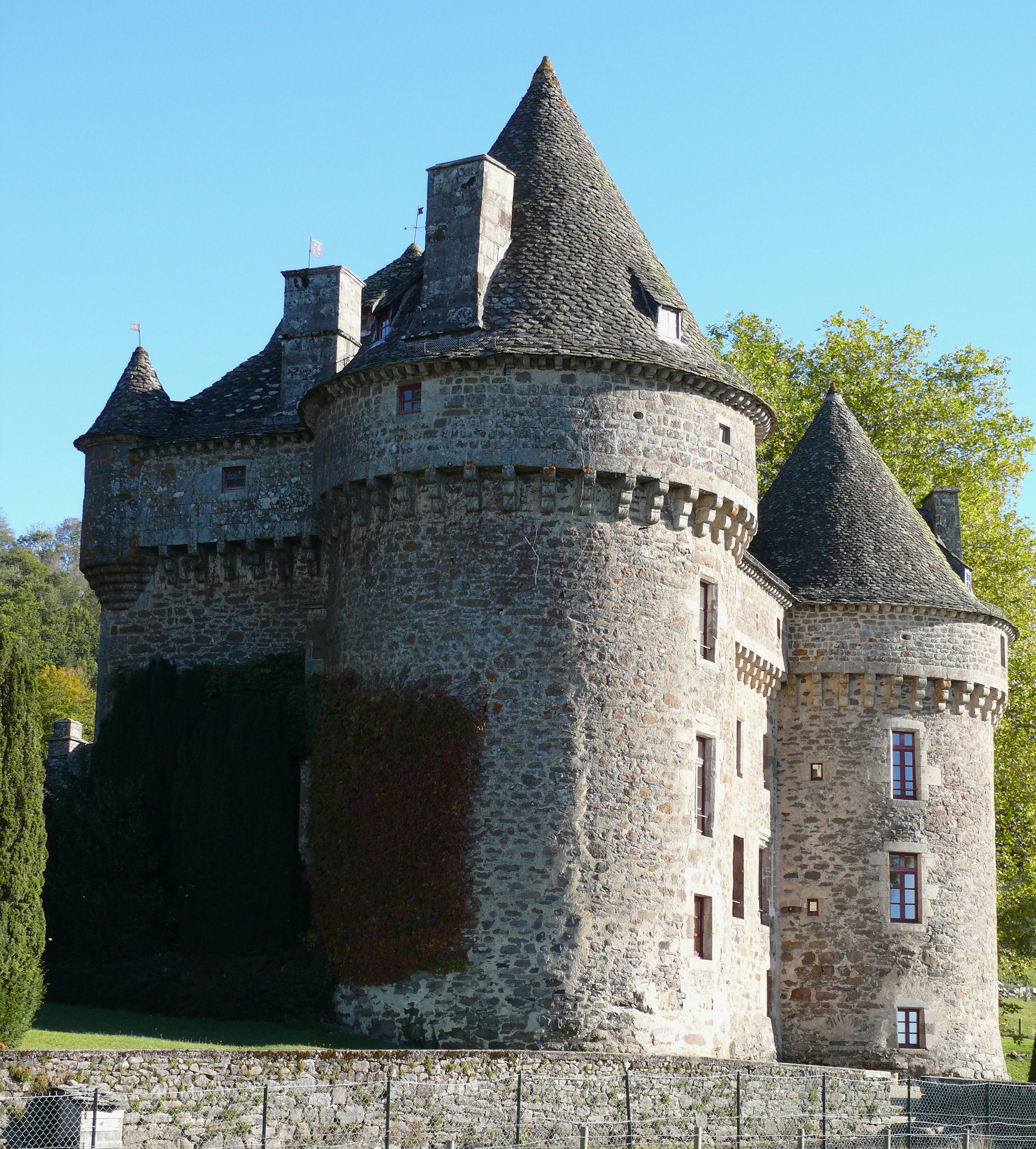
Юго-западная башня
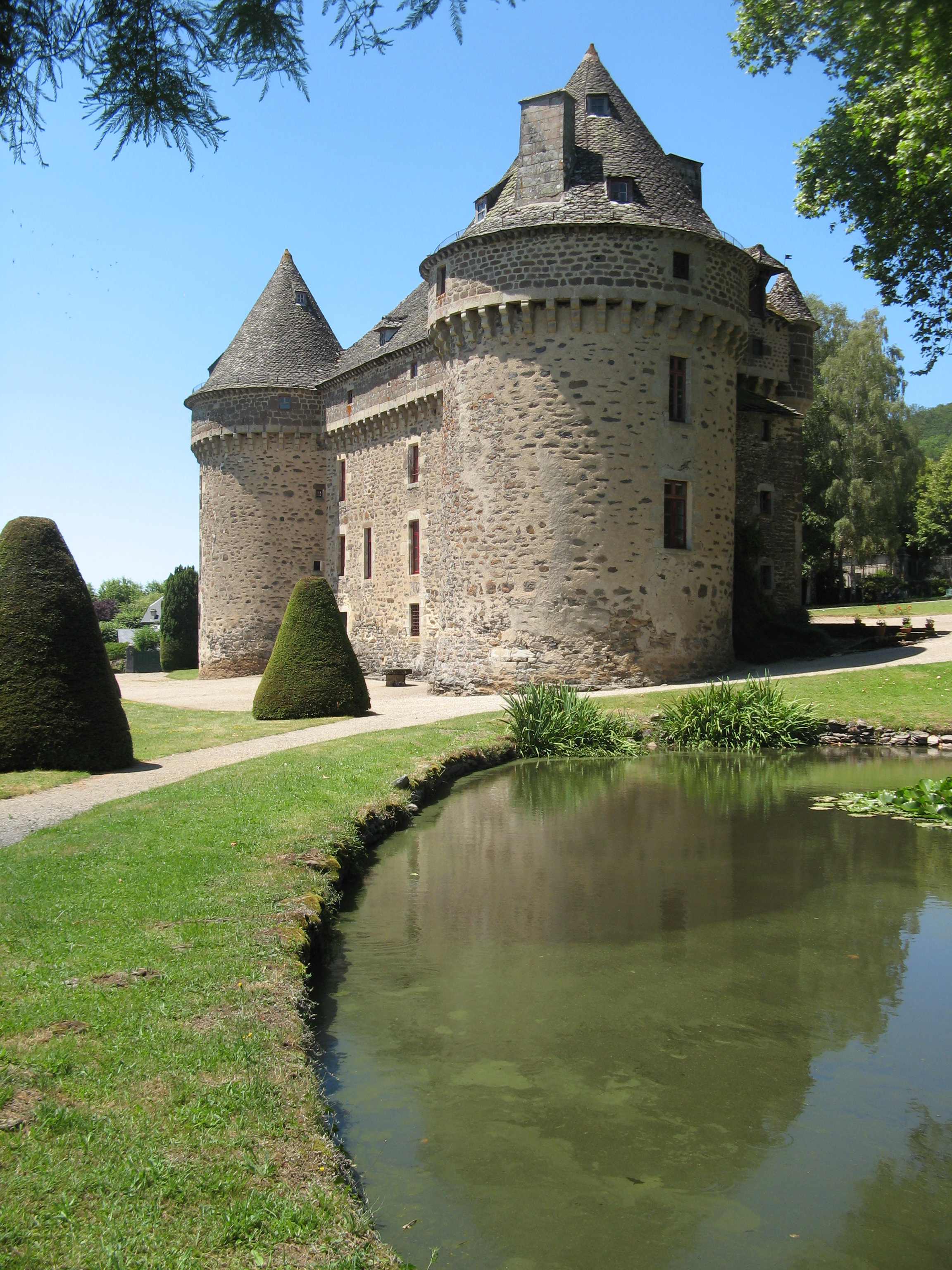
Замок со стороны пруда